# Far de Tramuntana
Der Far de Tramuntana  ist ein Leuchtturm auf der Insel Sa Dragonera, die vor der Westspitze der Baleareninsel Mallorca liegt und zur Gemeinde Andratx gehört. Er ist unter der internationalen Nummer E-0284 und der nationalen Nummer 35.310 registriert.

## Geschichte und Bauwerk

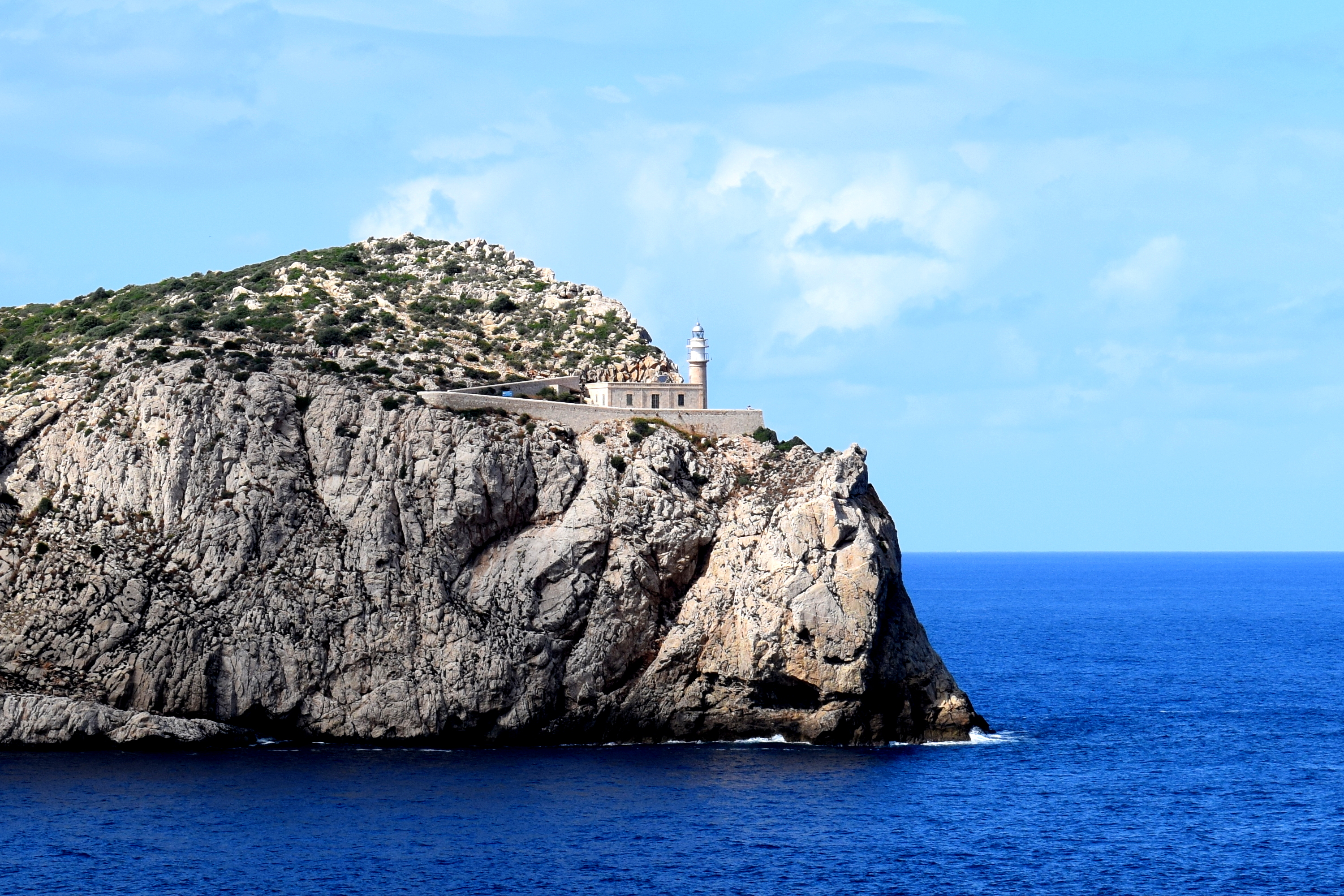
Blick von Mallorca auf das Cabo Tramuntana

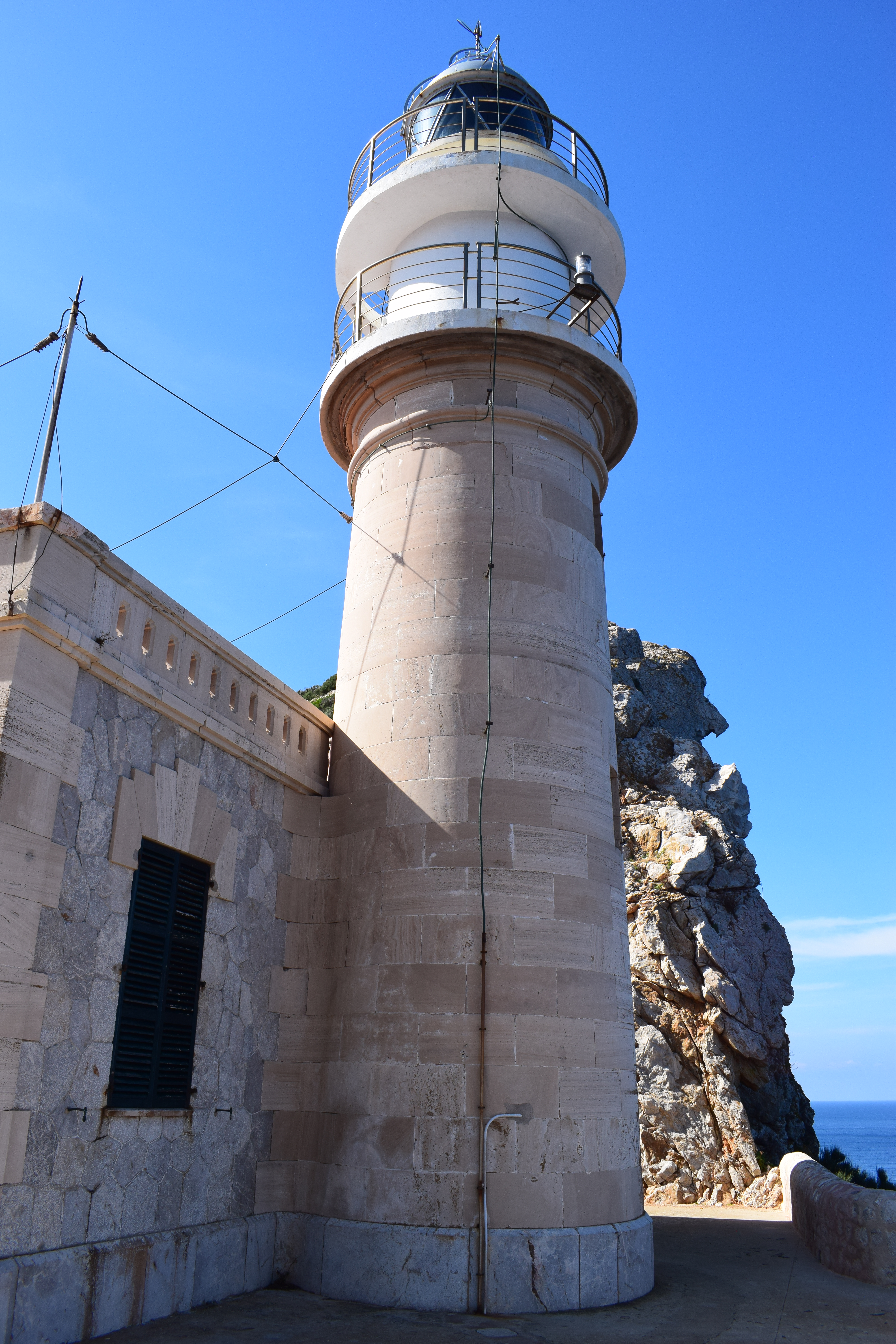
Der Leuchtturm

Der Leuchtturm ist ein 15 m hoher, aus Kalksteinblöcken gemauerter Rundturm mit doppelter Galerie und Laterne in Graumetallic. Bis zur unteren Galerie ist der Turm unverputzt, zwischen den Galerien aber weiß gestrichen. Er steht auf einer Plattform mit einem einstöckigen, heute nicht mehr bewohnten Wärterhaus mit rotem Dach.
Der Far de Tramuntana wurde 1910 gemeinsam mit dem Far de Llebeig eingeweiht. Die Leuchttürme markieren seitdem die beiden Enden der langgestreckten Insel Sa Dragonera und ersetzen den auf dem höchsten Punkt der Insel stehenden Far de Na Pòpia, der mit 363 m die größte Feuerhöhe in Spanien besaß. Gerade diese Höhe machte ihn bei nebligem Wetter für Schiffe aber oft unsichtbar. Der Far de Tramuntana besitzt eine Feuerhöhe von 67 m.
Der Bau der Leuchttürme fand unter der Regie des mallorquinischen Bauingenieurs Eusebi Estada statt. Für das Cabo Tramuntana plante er zunächst nur ein einfaches festes Licht, das auf einem Metallturm in 6,5 m Höhe angebracht werden sollte. Für die Bedienung und Instandhaltung sollte das Personal des Far de Llebeig am anderen Ende der Insel verantwortlich sein. Schließlich fiel aber die Entscheidung, einen Leuchtturm 5. Ordnung mit charakteristischem Lichtsignal zu errichten. Im Gegensatz zum Far de Llebeig, der zunächst von gleichzeitig drei Leuchtturmwärter bedient wurde, war für den Betrieb des Far de Tramuntana nur ein Leuchtturmwärter verantwortlich. Für ihn und seine Familie wurde in einem zusätzlichen Gebäude Wohnraum zur Verfügung gestellt. Die Bauarbeiten wurden nach einem Entwurf von Miguel Massanet ausgeführt.
Im Zuge der Automatisierung der Leuchttürme auf den kleinen Inseln der Balearen wurde das Beleuchtungssystem 1960 auf Acetylen umgestellt. Die alte Optik wurde ausgebaut und ist seit 1965 im Leuchtturm von Portocolom an der Ostküste Mallorcas im Einsatz. Seit 1961 ist der Leuchtturm unbesetzt. Bis zur Automatisierung des Far de Llebeig war deren Personal für den weiteren Betrieb verantwortlich.

## Zugang
Vom mallorquinischen Hafen Sant Elm verkehrt im Sommerhalbjahr mehrmals täglich ein Linienschiff auf die als Naturpark ausgewiesene autofreie Insel Sa Dragonera. Vom dortigen Schiffsanleger führt ein als lokaler Wanderweg Nr. 2 ausgeschilderter bequem begehbarer Schotterweg zum Leuchtturm. Für den Hin- und Rückweg ist etwa eine Stunde einzuplanen.